# Ugglum
Ugglum är kyrkbyn i Ugglums socken i Falköpings kommun i Västergötland. Orten ligger nordväst om Falköping.
I orten ligger Ugglums kyrka. 